# Palacio Cutò
Palazzo Cutò o Palazzo Aragona di Cutò es una de las grandes villas construidas a principios del siglo XVIII en Bagheria, en la provincia de Palermo, cerca de la antigua Via Consolare. Hoy en día se encuentra cerca de la estación de tren de la ciudad.

## Historia
Villa Aragona (hoy más conocida en Bagheria como Palazzo Cutò ) fue construida entre [1712 y 1716 por Luigi Onofrio Naselli, Príncipe de Aragón, como residencia de verano. El proyecto fue desarrollado por el arquitecto Giuseppe Mariani. En 1803 la villa fue adquirida por Alessandro Filangeri, Príncipe de Cutò, y en esta transición se hizo necesario sustituir el emblema familiar: el monograma PC, Príncipe de Cutò, aparece hoy en la puerta principal. A principios del siglo XX, entre los propietarios se encontraban Alessandro Tasca di Cutò, conocido como el Príncipe Rojo por sus simpatías socialistas, y Giuseppe Tomasi di Lampedusa, futuro autor de El Gatopardo y vinculado también a los Filangeri di Cutò por línea materna. En 1923 Giuseppe Tomasi vendió la villa a algunas familias no aristocráticas de Bagheria (Di Bernardo y luego Carollo) que conservaron la propiedad hasta 1987, año en el que todo el complejo monumental fue adquirido por el Municipio. Desde 1983 el Municipio lleva adelante un programa de adquisición y recuperación que, hasta 1993, fue dirigido por el arquitecto de Bagheria Antonio Belvedere. Desde 1993 las obras han sido continuadas directamente por la Superintendencia BB. C.C. AA y técnicos municipales que se encargan de todos los arreglos internos. El edificio alberga actualmente la biblioteca municipal Francesco Scaduto (creada en 1956 por orden del alcalde Silvestre Cuffaro ), el museo del juguete Pietro Piraino y, con un contrato de comodato por treinta años, también alberga el laboratorio universitario multimedia Michele Mancini de la Universidad de Palermo.

## Arquitectura
El edificio está formado por una enorme estructura cuadrangular, sobre la que se alza un gran mirador utilizado en el pasado como lugar de reunión de la nobleza local; De hecho, allí se representaban espectáculos teatrales o la gente se reunía para ver los fuegos artificiales del Festino di Santa Rosalia. El palacio está decorado en el frontón por dos estatuas alegóricas colocadas dentro de nichos, gravemente mutilados por el paso de los años. En su interior encontramos una gran escalera de acceso a la planta principal, compuesta por dos rampas; Esto la diferencia de otras casas de veraneo nobles, a las que se accedía mediante escaleras exteriores. En su interior también hay algunos frescos que datan de 1726, atribuidos al pintor Guglielmo Borremans; Muestran escenas de la vida mitológica y escenas de la Biblia. El suelo de mayólica de una habitación de la villa se encuentra en el Museo Diocesano de Palermo.